# Chioma Chukwuka
Chioma Chukwuka (née le 12 mars 1980 à Oraifite au Nigeria) est une actrice nigériane, vedette du cinéma Nollywood.

## Biographie
Chioma Chukwuka est née à Oraifite, dans l'État d'Anambra, le 12 mars 1980. Elle effectue ses études primaires dans l'État de Lagos, puis ses études secondaires à Onitsha, dans l'État d'Anambra. Chioma Chukwuka se rend ensuite à l'université de l'État de Lagos, où elle étudie la banque et la finance.
Elle commence sa carrière cinématographique en 2000 dans le film The Handkerchief. En 2007, elle gagne l'Africa Movie Academy Award de la meilleure actrice et en 2010, l'Afro Hollywood award de la meilleure actrice dans un rôle principal.

## Filmographie partielle
La filmographie de Chioma Chukwuka, comprend 160 films dont : 
- The Final Clash (2002)
- Sunrise (2002) (V)
- Disguise (2003)
- Handsome (2003)
- Real Love (2003)
- Romantic Attraction (2003)
- Circle of Tears (2004)
- Foul Play (2004)
- Heavy Rain (2004)
- Home Sickness (2004)
- Legacy (2004) (V)
- Promise & Fail (2004)
- Two Become One (2004)
- Unbroken Promise (2004)
- Azima (2005)
- The Bridesmaid (2005)
- Eagle's Bride (2005)
- Fake Angel (2005)
- Golden Moon (2005)
- Knowing You (2005)
- Moment of Truth (2005)
- Real Love 2 (2005)
- Real Love 3 (2005)
- Sacred Tradition (2005)
- Second Adam (2005)
- Sins of the Flesh (2005)
- War for War (2005)
- Years of Tears (2005)
- Ass on Fire (2006)
- Asunder (2006)
- Chinwe Okeke (2006)
- Dead in Faith (2006)
- Desperate Ambition (2006)
- End of Discussion (2006)
- Games Men Play (en) (2006)
- Holy Family (2006)
- Last Dance (2006)
- Naked Sin (2006)
- On My Wedding Day (2006)
- Royal Doom (2006)
- Royal Insult (2006)
- The Saint (2006)
- Saviour (2006)
- Serpent in Paradise (2006)
- Sound of Love (2006)
- Strange Love (2006)
- Tears in My Heart (2006)
- Total Crisis (2006)
- Traumatised (2006)
- Wisdom of the Gods (2006)
- Zoza (2006)
- Double Game (2007)
- Red Soil (2008)
- World Of Our Own (2008)
- Cry No More (2012)
- Accident (2013)
- On Bended Knees (2013)
- Heart Of Gold (2014)
- Warrior Sisters (2014)
- Rain Of Hope (2016)
- Evil Coffin (2016)
- Wives on Strike (2016)